# Michiel Hendryckx
Michiel Hendryckx, né le 19 novembre 1951 à Adinkerque, est un photographe de presse flamand.

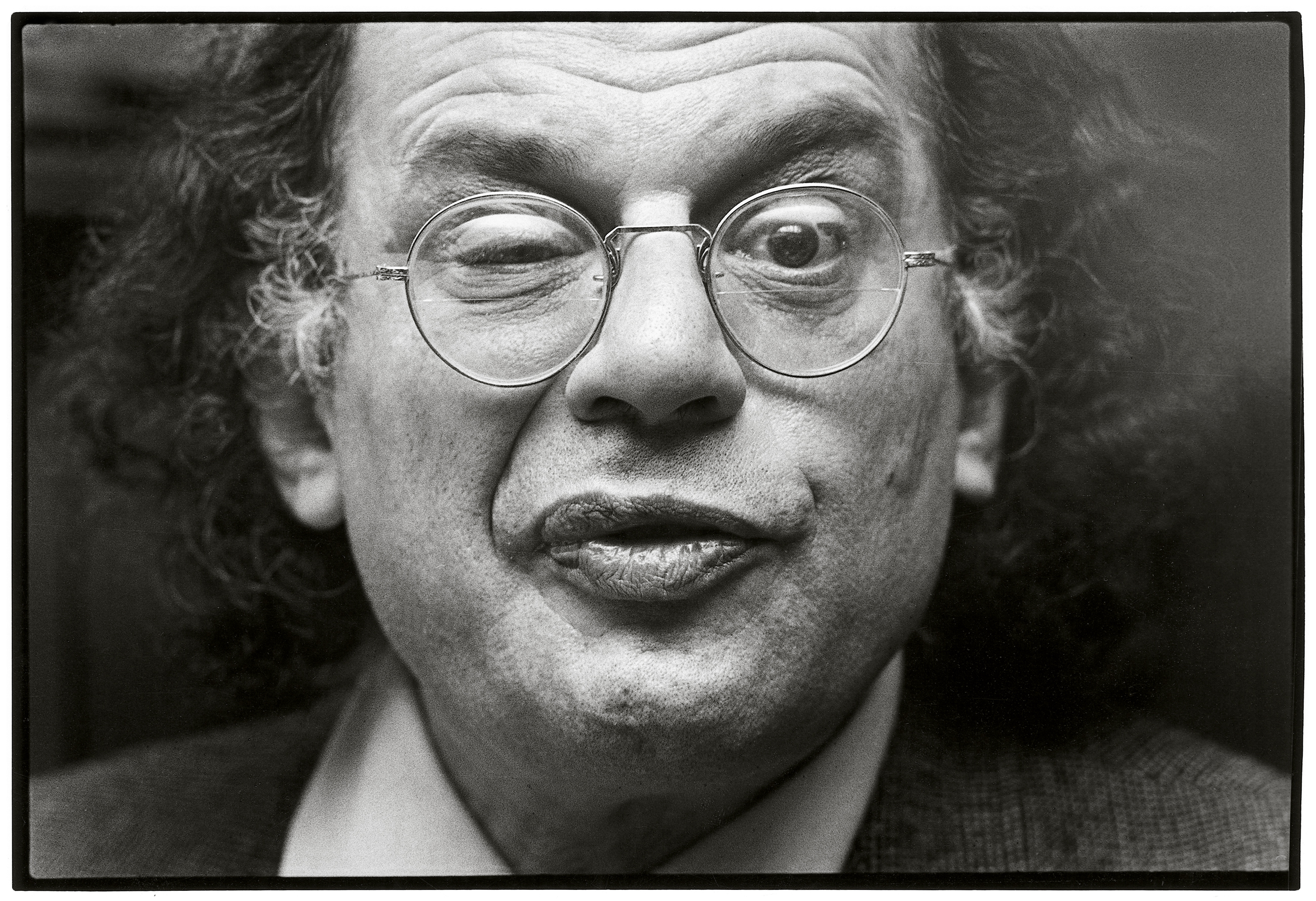
Allen Ginsberg
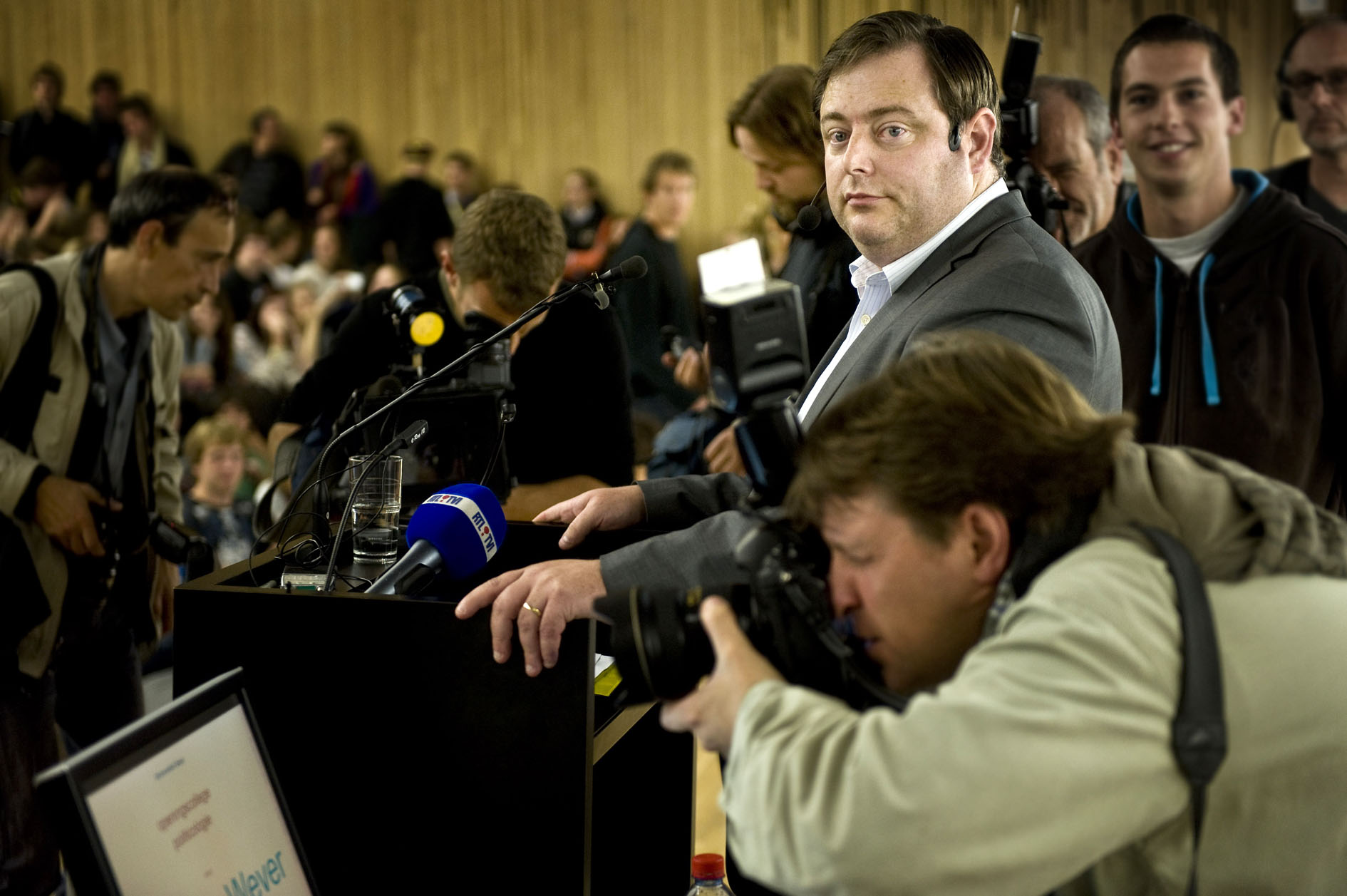
Bart De Wever
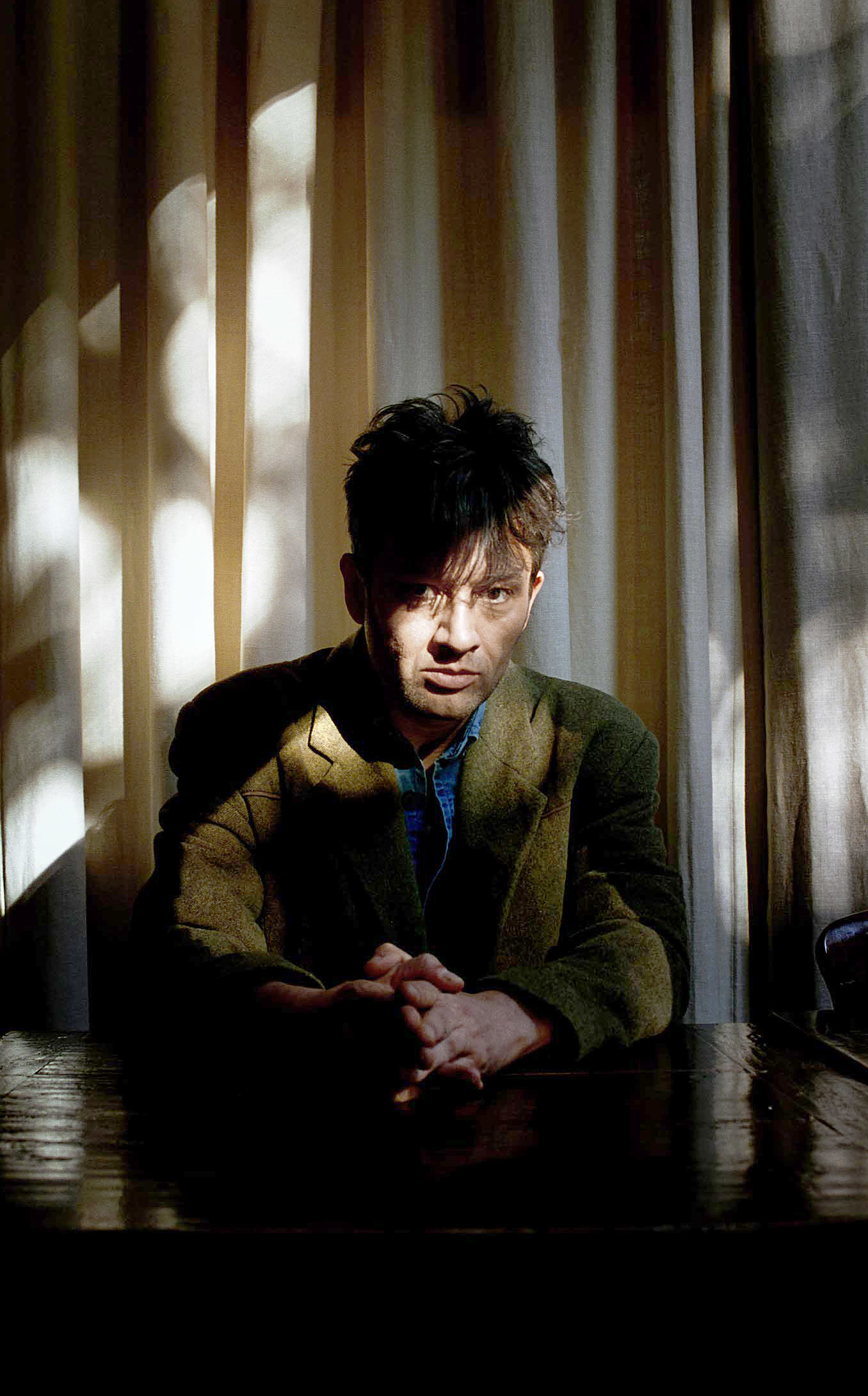
Bart Peeters
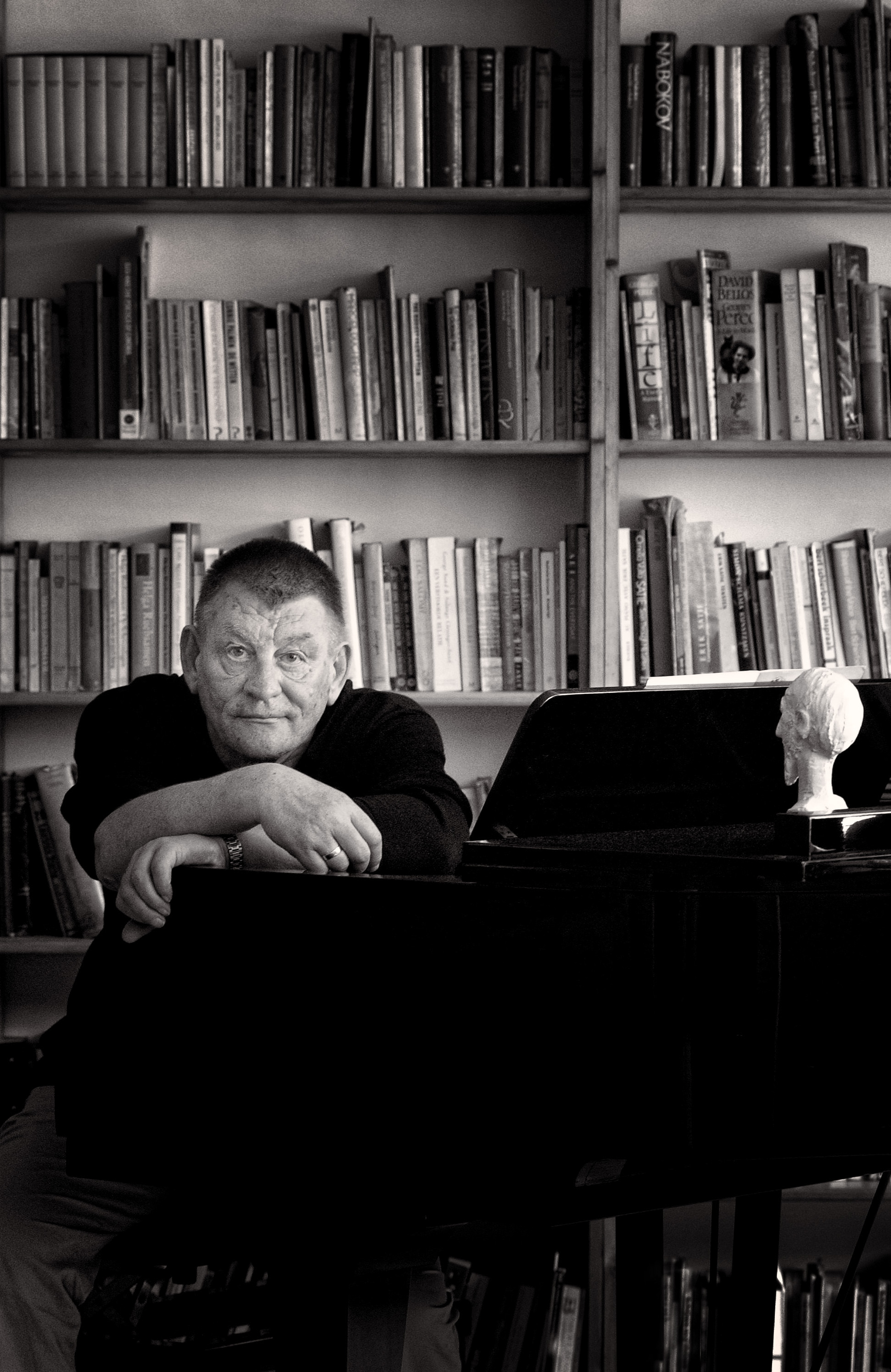
J. Bernlef

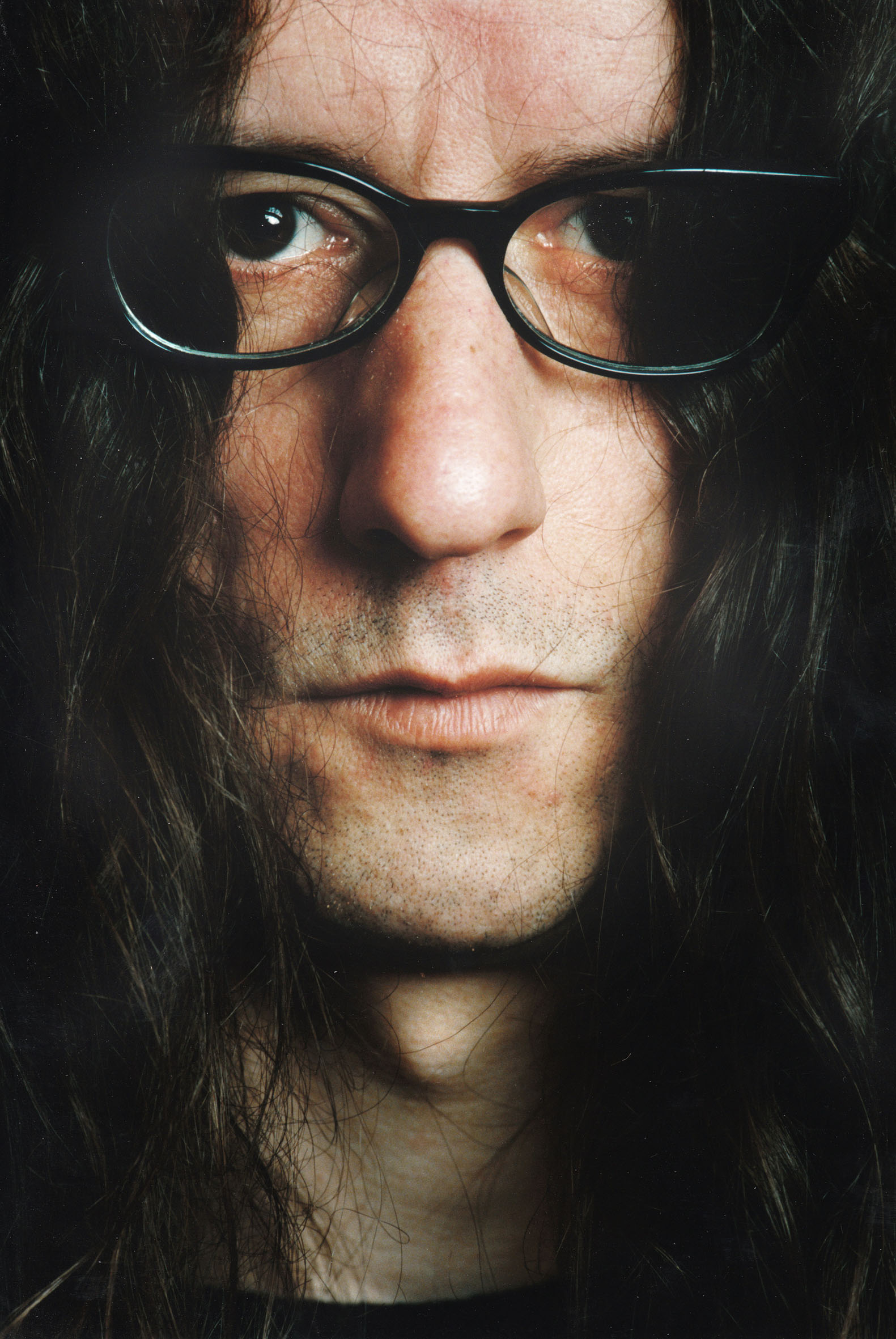
Herman Brusselmans
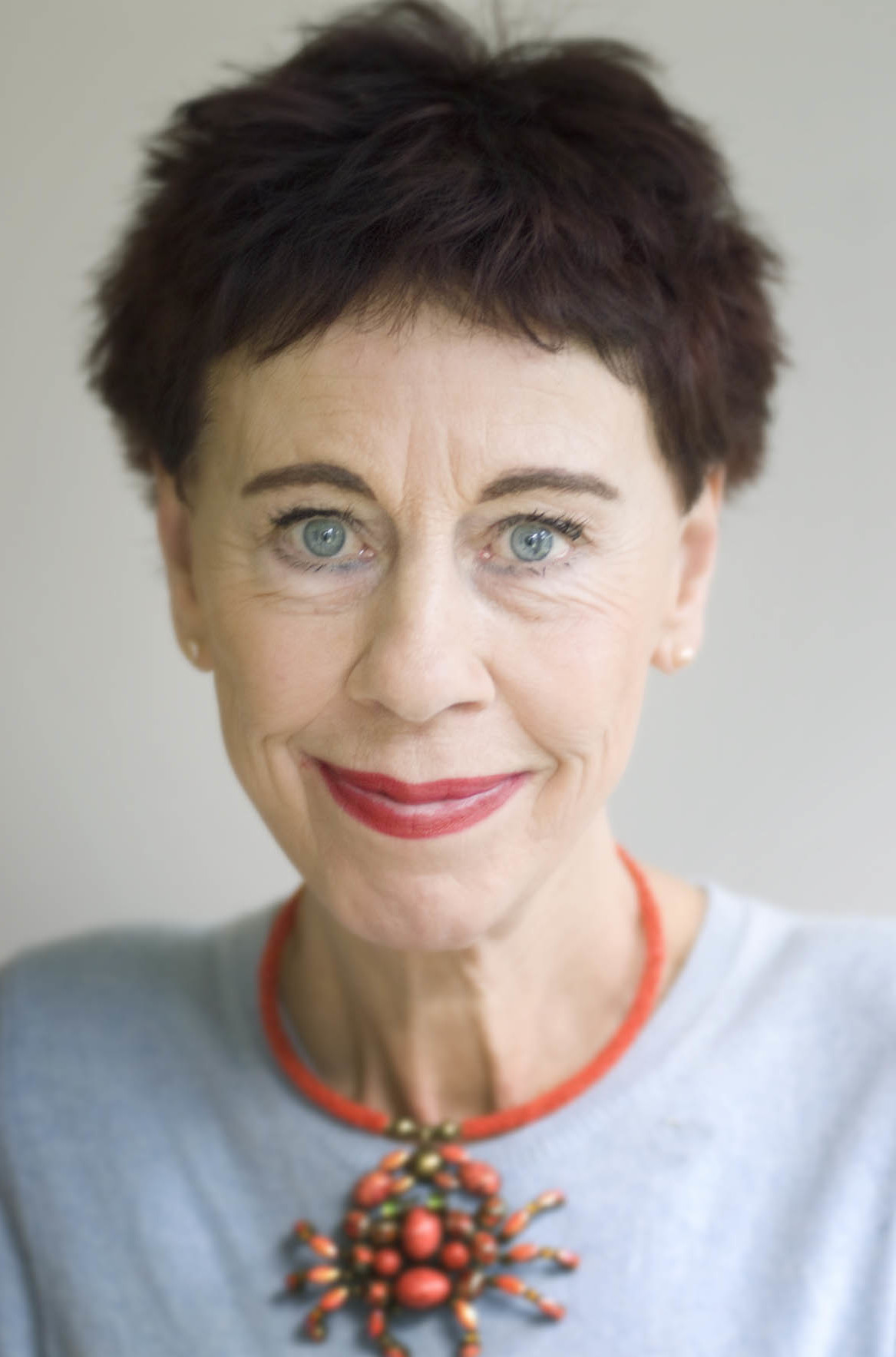
Charlotte Mutsaers
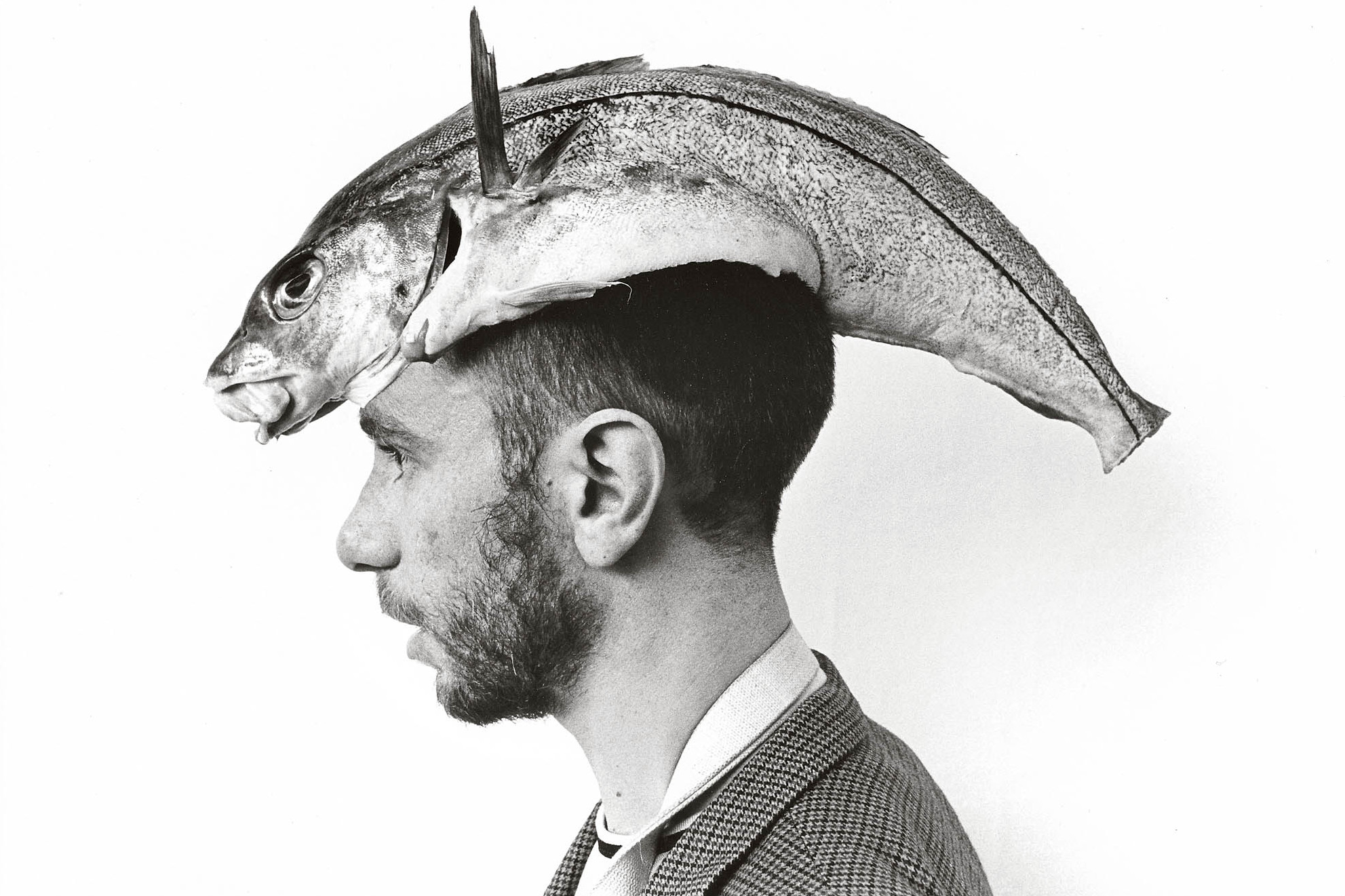
Eric De Volder
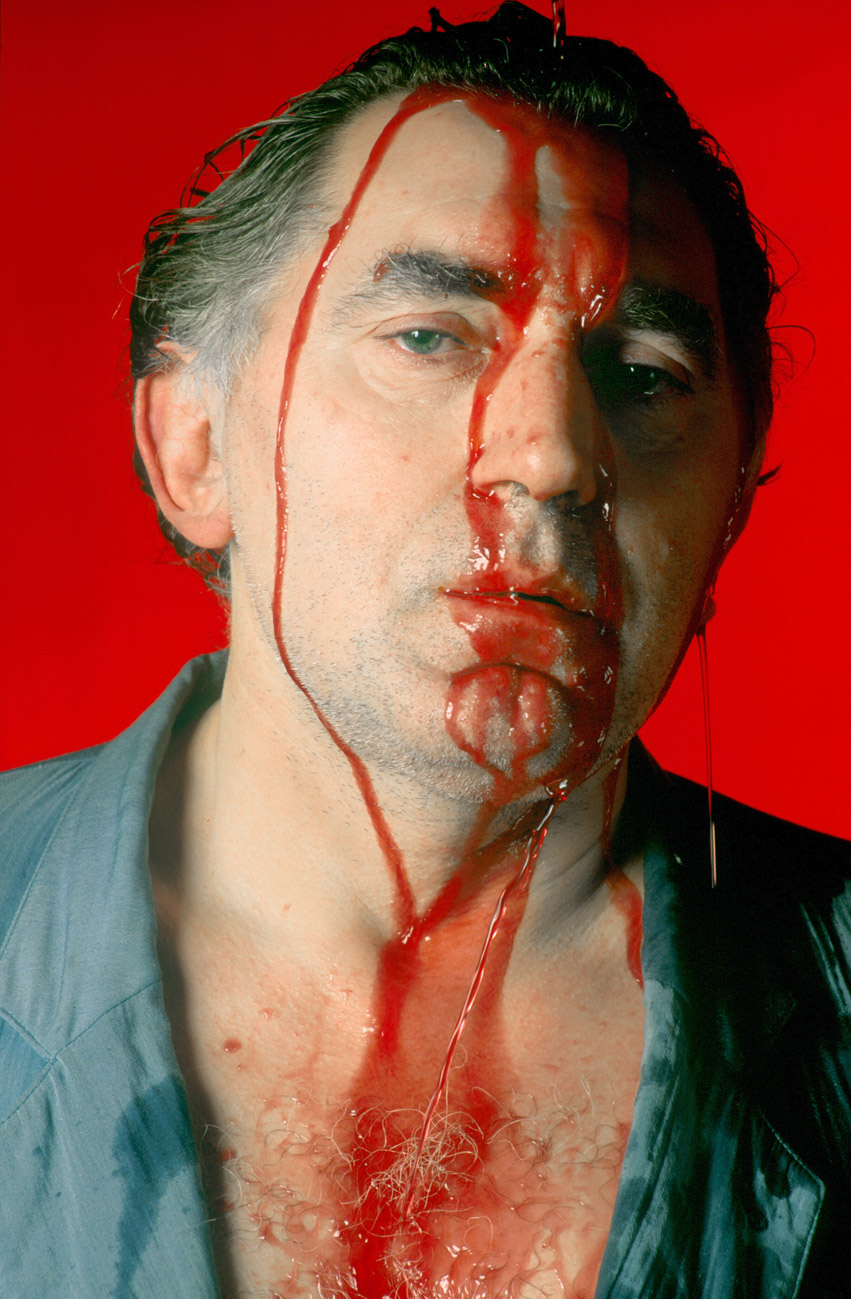
Jan Decleir